# Happy Jack
Happy Jack è il decimo singolo discografico del gruppo rock britannico The Who pubblicato in Gran Bretagna nel 1966; venne pubblicato anche negli USA nel 1967, in una diversa versione e con un diverso lato B.

## Tracce

### Edizione UK
Lato A
1. Happy Jack – 2:09 (Pete Townshend)

Lato B
1. I've Been Away – 2:05 (John Entwhistle)

### Edizione USA
Lato A
1. Happy Jack – 2:14 (Pete Townshend)

Lato B
1. Whiskey Man – 2:57 (John Entwhistle)

## Storia
Nel brano Happy Jack Roger Daltrey è la voce solista con John Entwistle che canta il primo verso, rendendola uno dei pochi brani composti da Pete Townshend ad avere Entwistle al canto. Verso la fine è possibile udire Townshend che urla: «I saw you!» ("Ti ho visto!"), e si dice che si riferisse al batterista Keith Moon che cercava di aggiungere la sua voce all'incisione, cosa che la band non gradiva.
Secondo alcune fonti, Townshend disse che la canzone parlava di un uomo che dormiva sulla spiaggia vicino a dove egli andava in vacanza da bambino. I bambini sulla spiaggia ridevano di lui e lo prendevano in giro arrivando anche, in un'occasione, a seppellirlo nella sabbia. Tuttavia, il senzatetto non sembrava mai prendersela e rispondeva con un sorriso benevolo ad ogni affronto.
Il brano venne eseguito dal vivo dagli Who nel periodo 1967-1970; una performance del brano tratta dal concerto del febbraio 1970 a Leeds si può ascoltare in medley con altre canzoni nella ristampa del 1995 in CD di Live at Leeds e nelle successive ristampe.
Nel 2005 Happy Jack è stato utilizzato in una pubblicità della Hummer.

## Accoglienza
La canzone venne inoltre inclusa nella versione americana del loro secondo album, Happy Jack, intitolato A Quick One nel Regno Unito.

## Cover
- Il gruppo rock statunitense Southern Culture on the Skids reinterpretò la canzone nell'album del 2007 Countrypolitan Favorites.